# Florence Griffith-Joyner
Florence Griffith-Joyner (rojena kot Delorez Florence Griffith, vzdevek Flo-Jo), ameriška atletinja, * 21. december 1959, Los Angeles, Kalifornija ZDA, † 21. september 1998, Mission Viejo, Kalifornija.
Obdukcija je pokazala na anomalijo v možganih, njeno smrt je povzročil epileptični napad.
Še danes drži ženski svetovni rekord na 100 in 200 m. Njeno življenje in njeni dosežki bodo prikazani tudi v filmu, upodobila je bo Tiffany Haddish.